# Tawny Roberts
Pour les articles homonymes, voir Roberts.
Tawny Roberts, née le 18 mars 1979 à Dallas, est une actrice de films pornographiques américaine.

## Biographie
Tawny grandit à Dallas mais fit ses études dans l'Utah, car sa famille était mormon, son père est même un haut représentant de cette église.
Après deux années d'études supérieures, Tawny fut lassée par ses cours de mode & design puis gagna Los Angeles (Californie). Alors qu'elle travaillait comme détaillante à Los Angeles, Tawny rencontra l'actrice X Jill Kelly, qui la guida ses premiers pas dans le film X Immortals. Elle travailla pour plusieurs studios, ce qui lui permit d'asseoir sa notoriété. Elle signa par la suite chez VCA Pictures. Elle a depuis quitté VCA et signé un contrat chez Vivid, studio avec lequel elle travaille toujours.
Dans la plupart de ses films, son seul partenaire masculin est son ex-mari Rick Roberts (pseudonyme actuel : Rick Patrick). Elle est aussi apparue dans diverses émissions TV grand public comme "The Joe Schmo Show" ou "The Man Show".

## Filmographie
- No Man's Land: Girls in Love (2008)
- Where the Boys Aren't 19 (2008)
- Where the Boys Aren't 18 (2007)
- Sex Secrets of the Vivid Girls (2005)
- Top Ten Hottest Women (2005)
- Banned! Shaved Edition (2004)
- Vivid Superstars: Tawny Roberts (2004)
- Shade (2003) (non porno)
- All Teens Love Cum 1 (2003)
- The Ozporns (2002)
- Hot Showers 3 (2002)
- The Voyeur 21 (2002)
- Please Cum Inside Me 10 (2002)
- Amateur Thrills 13 (2002)
- All Fucked Up (2002)
- Up and Cummers 101 (2002)
- Cum Shot Starlets (2002)
- Cumming Home (2002)
- When The Boyz are Away the Girls will Play 5 (2002)
- No Exit (2002)
- Thrills (2002)
- The Sopornos 4 (2002)
- Service Animals 5 (2001)
- Immortal (2001)
- 18 and Nasty 25 (2001)
- Barely Legal 18 (2001)
- Amateur Angels 2 (2001)
- Barefoot Confidential 16 (2001)
- When the Boyz Are Away the Girlz Will Play 5 (2001)
- North Pole #26 (2001)
- No Man's Land 35 (2001)
- Grrl Power! 9 (2001)
- Real Sex Magazine 44 (2001)
- Wild Cherries (2000)